# Mireno Scali
Mireno Scali (Monte San Savino, 18 dicembre 1957) è un attore e cabarettista italiano.
Ottenne una certa notorietà negli anni Ottanta come sosia di Roberto Benigni.

## Filmografia
- La sai l'ultima sui matti?, regia di Mariano Laurenti (1981)
- Anche i ladri hanno un santo, regia di Giampiero Tartagni (1981)
- La gorilla, regia di Romolo Guerrieri (1982)
- Vieni avanti cretino, regia di Luciano Salce (1982)
- Biancaneve & Co., regia di Mario Bianchi (1982)
- Massimamente folle, regia di Marcello Troiani (1983)
- Ivo il tardivo, regia di Alessandro Benvenuti (1995)
- Detective per caso (The Accidental Detective), regia di Vanna Paoli (1999)
- Il mostro di Firenze, regia di Antonello Grimaldi (2009) - serie TV
- I calcianti, regia di Stefano Lorenzi (2013)
- Sapore di te, regia di Carlo Vanzina (2014)
- Per un pugno di hamburger, regia di Daniele Cangi (2016)
- Ti proteggerò, regia di Daniele Di Stefano (2017)